# Swedish Open 2021 - Doppio femminile
Misaki Doi e Natal'ja Vichljanceva erano le detentrici dell'ultima edizione disputata nel 2019, ma Doi ha deciso di non partecipare. Vichljanceva ha fatto coppia con Vol'ha Havarcova, perdendo al primo turno contro Cornelia Lister e Erin Routliffe.
Mirjam Björklund e Leonie Küng hanno sconfitto in finale Tereza Mihalíková e Kamilla Rachimova con il punteggio di 5-7, 6-3, [10-5].

## Teste di serie
1. Lara Arruabarrena /  Aliona Bolsova (quarti di finale, ritirate)
2. Cornelia Lister /  Erin Routliffe (semifinale)

1. Tereza Mihalíková /  Kamilla Rachimova (finale)
2. Anna Bondár /  Jaqueline Cristian (quarti di finale, ritirate)

## Tabellone

### Legenda
| - Q = Qualificato - WC = Wild card - LL = Lucky loser | - ALT = Alternate - SE = Special Exempt - PR = Protected Ranking | - w/o = Walkover - r = Ritirato - d = Squalificato |

|  | Primo turno          | Primo turno                       | Primo turno                       | Primo turno                 | Primo turno |  |  | Quarti di finale | Quarti di finale         | Quarti di finale         | Quarti di finale         | Quarti di finale         |                          |     | Semifinali | Semifinali                          | Semifinali          | Semifinali                   | Semifinali |   |      | Finale | Finale | Finale | Finale | Finale |  |
|  |                      |                                   |                                   |                             |             |  |  |                  |                          |                          |                          |                          |                          |     |            |                                     |                     |                              |            |   |      |        |        |        |        |        |  |
|  | 1                    | L Arruabarrena A Bolsova          | L Arruabarrena A Bolsova          | 7                           | 6           |  |  |                  |                          |                          |                          |                          |                          |     |            |                                     |                     |                              |            |   |      |        |        |        |        |        |  |
|  |                      | G Gatto-Monticone N Párrizas Díaz | G Gatto-Monticone N Párrizas Díaz | 5                           | 4           |  |  | 1                | L Arruabarrena A Bolsova | L Arruabarrena A Bolsova | L Arruabarrena A Bolsova |                          |                          |     |            |                                     |                     |                              |            |   |      |        |        |        |        |        |  |
|  | R Peterson M Sherif  | R Peterson M Sherif               | R Peterson M Sherif               | 7                           | 6           |  |  |                  | R Peterson M Sherif      | R Peterson M Sherif      | R Peterson M Sherif      | w/o                      |                          |     |            |                                     |                     |                              |            |   |      |        |        |        |        |        |  |
|  | K Kozlova K Volynets | K Kozlova K Volynets              | K Kozlova K Volynets              | 65                          | 4           |  |  |                  |                          |                          |                          |                          |                          |     |            | R Peterson M Sherif                 | R Peterson M Sherif | R Peterson M Sherif          |            |   |      |        |        |        |        |        |  |
|  | 3                    | T Mihalíková K Rachimova          | T Mihalíková K Rachimova          | T Mihalíková K Rachimova    | w/o         |  |  |                  |                          | 3                        | T Mihalíková K Rachimova | T Mihalíková K Rachimova | T Mihalíková K Rachimova | w/o |            |                                     |                     |                              |            |   |      |        |        |        |        |        |  |
|  |                      | A Kalinskaja AK Schmiedlová       | A Kalinskaja AK Schmiedlová       | A Kalinskaja AK Schmiedlová |             |  |  | 3                | T Mihalíková K Rachimova | T Mihalíková K Rachimova | 6                        | 6                        |                          |     |            |                                     |                     |                              |            |   |      |        |        |        |        |        |  |
|  | Q Gleason J Rompies  | Q Gleason J Rompies               | 6                                 | 1                           | [10]        |  |  |                  | Q Gleason J Rompies      | Q Gleason J Rompies      | 2                        | 2                        |                          |     |            |                                     |                     |                              |            |   |      |        |        |        |        |        |  |
|  | B Gumulya Y-c Hsieh  | B Gumulya Y-c Hsieh               | 3                                 | 6                           | [6]         |  |  |                  |                          |                          |                          |                          |                          |     | 3          | Tereza Mihalíková Kamilla Rachimova | 7                   | 3                            | [5]        |   |      |        |        |        |        |        |  |
|  | M Björklund L Küng   | M Björklund L Küng                | M Björklund L Küng                | 7                           | 6           |  |  |                  |                          |                          |                          |                          |                          |     |            |                                     |                     | Mirjam Björklund Leonie Küng | 5          | 6 | [10] |        |        |        |        |        |  |
|  | V Ersöz F Östlund    | V Ersöz F Östlund                 | V Ersöz F Östlund                 | 5                           | 2           |  |  |                  | M Björklund L Küng       | M Björklund L Küng       | M Björklund L Küng       | w/o                      |                          |     |            |                                     |                     |                              |            |   |      |        |        |        |        |        |  |
|  |                      | M Buzărnescu V Lepchenko          | 4                                 | 6                           | [5]         |  |  | 4                | A Bondár J Cristian      | A Bondár J Cristian      | A Bondár J Cristian      |                          |                          |     |            |                                     |                     |                              |            |   |      |        |        |        |        |        |  |
|  | 4                    | A Bondár J Cristian               | 6                                 | 3                           | [10]        |  |  |                  |                          |                          |                          |                          |                          |     |            | M Björklund L Küng                  | 2                   | 6                            | [11]       |   |      |        |        |        |        |        |  |
|  | Alt                  | K Thandi Z Zlochová               | 5                                 | 7                           | [11]        |  |  |                  |                          | 2                        | C Lister E Routliffe     | 6                        | 2                        | [9] |            |                                     |                     |                              |            |   |      |        |        |        |        |        |  |
|  |                      | C Hennemann L Zaar                | 7                                 | 65                          | [9]         |  |  | Alt              | K Thandi Z Zlochová      | 6                        | 6                        | [4]                      |                          |     |            |                                     |                     |                              |            |   |      |        |        |        |        |        |  |
|  |                      | V Havarcova N Vichljanceva        | 2                                 | 6                           | [8]         |  |  | 2                | C Lister E Routliffe     | 7                        | 2                        | [10]                     |                          |     |            |                                     |                     |                              |            |   |      |        |        |        |        |        |  |
|  | 2                    | C Lister E Routliffe              | 6                                 | 4                           | [10]        |  |  |                  |                          |                          |                          |                          |                          |     |            |                                     |                     |                              |            |   |      |        |        |        |        |        |  |